# Estolomimus abjunctus
Estolomimus abjunctus là một loài bọ cánh cứng trong họ Cerambycidae.